# Бучис, Франтишек Пётр

Франтишек Пётр Бучис (пол. Franciszek Piotr Buczys, лит. Pranciškus Petras Būčys MIC; 20 августа 1872, Шильгаляй, Сувалкская губерния, Российская империя — 25 октября 1951, Рим) — католический архиепископ византийского обряда, принадлежавший к одной из восточнокатолических церквей, а именно русской синодальной традиции. Член монашеского ордена «Конгрегация Непорочного зачатия Пресвятой Девы Марии», генерал этого ордена. Трудился в Русском апостолате. Доктор богословия, Апостольский визитатор для русских греко-католиков Европы.

## Биография
Выпускник католической Духовной академии в Санкт-Петербурге, доктор богословия университета во Фрибурге в Швейцарии. С 1899 года — священника, с 1902 года до 1915 год был профессором католической Духовной академии в Санкт-Петербурге. В 1909 году тайно вступил в конгрегацию мариан.
После 1917 года работал в Чикаго среди литовских эмигрантов, в 1921 году вернулся в Литву, где до 1928 года преподавал, в 1934 году становится ректором Каунасского университета.
В 1927 году после смерти первого настоятеля возобновленного ордена мариан архиепископа Вильнюса Георгия Матулайтиса Пётр Бучис избирается на пост генерального настоятеля ордена, на котором остается до 1933 года. В 1939 году — 1951 году будучи уже в сане епископа вновь назначается генеральным настоятелем мариан.
В 1928 году Ватикан решил "начать миссионерскую деятельность среди литовской православных". Секретарь Конгрегации Восточных Церквей кардинал д-р Луиджи Синцеро дал новоназначенному литовскому нунцию Риккардо Бартолони "особые полномочия, чтобы инициировать и активизировать духовную опеку русских подданных Литвы". Бартолони сначала делал ставку на Каунасского архиепископа Франциска Каревичуса, к-рый выхлопотал у литовского премьер-министра Вольдемараса разрешение на создание в Каунасе центра Литовско-русской униатской миссии, при бывшем Гарнизонном костеле, а также Вольдемарас пообещал оказывать тайную финансовую поддержку униатской миссии в случае её успеха. В данном случае выполнялась воля комиссии "Про Руссиа". Не имея достаточно доверия к Бучису, Ватикан делал ставку главным образом на Каревичуса. Однако были и препятствия - например, не удалось передать для нужд восточного обряда католический храм в Мариамполе. Тем не менее, Каревичус готовился к мероприятиям по введению восточного обряда, и с этой целью, для знакомства с униатскими традициями, в ноябре 1929 г. он посетил униатскую Крижевацкую епархию в Югославии (ныне территория Боснии и Герцеговины, а также Хорватии). В том же году, несмотря на отставку Вольдемараса, правительство Литвы всё же выделило 5 тыс. литов на содержание Литовско-русской униатской миссии, но при этом оговаривалось, чтобы ограничивалось активное участие литовских католических священников в униатской миссии; это подчёркивалось в официальном ответе МИД Литвы для Госсекретариата Ватикана от 27 ноября 1929 г. Бучис в данном случае составлял исключение, так как он находился за пределами Литвы вплоть до 1934 г., и не относился к клиру Литовской (Каунасской) римско-католической митрополитальной архиепископии. 
С 1929 года — советник Конгрегации для Восточных Церквей.
В 1930 году в римской базилике Климента папы Римского рукоположен в сан епископа византийского обряда с титулом Олимпский. Хиротонию совершал глава болгарских греко-католиков епископ Кирилл Стефан Куртев. За этой же литургией возвёл в сан священника князя Александра Михайловича Волконского. Кафедральным храмом епископа стала Церковь св. Лаврентия на горах в Риме. Бучис был рукоположен в сан униатского епископа для русской эмиграции с экстерриториальной юрисдикцией. Не принесли успеха попытки Бучиса распространить унию среди русских Сербии, а затем в 1933—34 годах - среди русской эмиграции в США. В 1930 году — 1933 году был Апостольским визитатором для русских католиков в Центральной и Западной Европе, состоял членом Папской комиссии по делам России «Pro Russia». 
В 1930 году освящал русский Приход Святой Троицы (Париж). Председательствовал на собравшемся в Риме Съезде русского духовенства, где в частности говорил:

«Нелепо было бы отрицать патриотизм нынешних русских эмигрантов на том основании, что свою жизнь они проводя, а некоторые из них уже закончили её за — границей. Проживание за границей не есть плод их воли, а следствие исключительного положения, помимо них создавшегося в России»… «Многие из русских католиков были и остались… самыми искренними и пламенными приверженцами самодержавия… Нельзя, однако, полагать, что самодержавие составляет обязательный предмет веры или нравственности для русского католика. Самодержавие может быть предметом политических убеждений, но отнюдь не догматом веры»

В 1931 году участвовал в епископской хиротонии Николая Чарнецкого, которую совершал Григорий Хомишин в сослужении с итало-албанским епископом Меле в Риме. В этом же году в бенедиктинском аббатстве Солем (Solesmes), в департаменте Сарта, Франция, провёл ежегодные духовные упражнения для 14 русских католических священников. В эмигрантском источнике сообщалось:

«…действительный душевный мир в течение 5 дней вкушали русские католические священники, совершая в Солеме своё говение 1931 г., за что они сердечно признательны и аббату, и посещавшим русское богослужение монахам, и всей вообще иноческой братии, оказавшей им столько гостеприимства»

В 1932 году епископ Пётр Бучис освящал русскую Церковь Святого Антония Великого на Эсквилине в Риме.
В октябре 1933 года с епископами Болеславом Слоскансом и Николаем Чарнецким принимал участие в совещании русского католического духовенства в Риме.
В 1933-1934 гг. комиссия "Про Руссиа" вела переговоры с Каунасской архиепископальной курией о возможностях для активизации миссии в регионе. Наиболее подходящей кандидатурой для реализации униатских планов считался именно Бучис. В итоге, его в 1934 г. решено было оставить в Литве для миссии среди православных, хотя изначально это не оговаривалось. Бучис приехал в октябре 1934 г. в Каунас на евхаристический конгресс, и так там и остался, в соответствии с указанием папской Конгрегации восточных церквей.
Несмотря на негативное отношение к униатской миссии со стороны иезуитов Каунаса, Бучис 10 декабря 1935 г. встретился с митрополитом Сквирецкасом, и получил от него разрешение на проведение регулярных еженедельных униатских богослужений в гарнизонном соборе Каунаса, однако достаточно быстро интерес к миссии иссяк, из-за чего Бучис в 1935 г. переехал в Тельшяй, где стал преподавать в Тельшяйской семинарии  по приглашению местного епископа.
В январе 1936 года Бучис обращался в конгрегацию восточных церквей с просьбой дать разрешение на его переезд из Литвы в США, для продолжения служения в Американской провинции ордена мариан, в чём он заручился поддержкой руководства ордена мариан. Но конгрегация ответила отказом на его просьбу, и потребовала активизировать миссионерскую деятельность среди русских эмигрантов Литвы. В итоге, летом 1937 года Бучис вернулся из Тельшяя в Каунас, где снова стал служить по воскресеньям униатские литургии в гарнизонном соборе. В сентябре 1937 года ему в помощь были делегированы католические клирики восточного обряда: священник Юозас Хельгевенас и диакон Романас Киприановичус. В 1938 году к Литовской миссии присоединились приехавший в Каунас из Японии марианин В. Мазонас, и перешедший в унию бывший псаломщик прихода Ужпаляйской церкви Семен Брызгалов (Брызгаловас). Тогда же, в 1938 году для униатов в Каунасе для униатов выделили церковь св. Гертруды. В декабре 1938 года Бучис рукоположил во диакона для Литовской миссии украинского греко-католика Иоанна Хоменко.
В 1937 году Бучис пытался обратить в унию некоторых старообрядческих деятелей в районе Паневежиса, проводил с ними встречи. Однако эти попытки оказались неудачными, после чего Бучис объяснял провал его проповеди униатства среди старообрядцев крупными недостатками в финансировании его миссии. 
В декабре 1937 года Пётр Бучис получил разрешение на совершение богослужений в Латвии. Архиепископ Антониас Спринговичас предоставил Бучису полномочия на окормление русских католиков восточного обряда в Рижской митрополитальной архиепископии и Лиепайской епархии, где проживало, по разным данным, от 10 до 15 тыс. русских католиков обоих обрядов. Там он знакомился с ситуацией в русской общине, был в Риге, где 26 декабря в церкви в честь Скорбящей иконы Божией Матери совершил Литургию византийского обряда, 27 декабря служил Литургию в Даугавпилсе в церкви Св. Петра. Под его влиянием профессор теологического факультета Латвийского Университета и настоятель вилянских мариан (с 1940 года провинциал латвийских мариан) Бронислав Валпитрс выразил желание участвовать в католической миссии восточного обряда, последний после учёбы в Руссикуме в Риме вернулся в Латвию в сентябре 1939 г. Примечательно, что руководство 200-тысячной русской общины Латвии осудило вмешательство Бучиса в религиозную жизнь страны. В итоге, правительство Латвии в ноябре 1938 г. запретило Бучису въезд в республику.
В начале января 1938 года Бучис обратился с открытым письмом к митрополиту Литовскому и Ковенскому Елевферию (Богоявленскому), в котором высказывал предложение встретиться, учитывая "более актуальную, чем когда-либо, необходимость объединить верующих в Бога и Его Единородного Сына Иисуса Христа". Митрополит согласился поговорить об этом, их встреча состоялась 27 января 1938 г. Митрополит принял Бучиса в присутствии двух священников и трех мирян. Выслушав длинную речь Бучиса, митрополит Елевферий отметил, что в данный момент объединение  невозможно. Он также отверг призыв Бучиса к сотрудничеству в борьбе с воинствующим атеизмом. Как сообщал корреспондент рижской русскоязычной газеты "Сегодня", встреча завершилась скандальным заявлением Бучиса, в котором он выразил сомнение в том, будет ли Христос стоять на стороне тех, кто не отвечает на его призыв к единству.
Вероятно, из-за изменений в восточной политике Ватикана, вызванных смертью папы Пия XI, Бучис смог покинуть Литву. В июле 1939 года, находясь уже в Риме, Бучис был избран генералом монашеской конгрегации мариан. Вместо него новым главой Литовско-русской миссии был назначен священник Михаил Надточин (Недточинас), русского происхождения. Из-за прекращения финансирования и закрытия единственного храма миссии в Каунасе, уже в 1940 году она была закрыта.
Пётр Бучис — автор учебника по апологетике, издавал газету «Друг» в США и журнал «Свобода» в Литве.